# Xenentodon cancila
Cá nhái (Danh pháp khoa học: Xenentodon cancila) là một chi cá trong họ Belonidae Chúng được tìm thấy ở các vùng nước mặn và nước lợ ở vùng Đông Nam Á và Nam Á. Loài này đã được nuôi phổ biến như loài cá cảnh từ năm 1963 tại Áo.
Ở Việt Nam, cá nhái có nhiều ở vùng biển Phú Yên Kiên Giang (đảo Hòn Nồm). Cá nhái được người dân địa phương gọi với nhiều tên như cá lìm kìm biển, cá xương xanh, cá xương xương, cá sơn trắng đây là loài cá được chế biến thành nhiều món ăn ngon.

## Đặc điểm
Loại cá có đặc điểm riêng với thân hình tròn to, dài như con chình biển, da trơn màu nâu đen, thịt trắng, chắc, xương có màu xanh, chúng dài khoảng 7-8 tấc, to tròn cỡ cổ tay người lớn, da và xương cá có màu xanh lấp lánh, cá đánh bắt được có con nặng khoảng 4–5 kg, nhưng sau này vì việc đánh bắt tràn lan, cá lớn không kịp, chỉ còn khoảng 1–2 kg.
Nhìn chung, cá dài như cá hố nhưng mình tròn, chúng thường sống ở các ghềnh, bãi biển, da cá cũng như xương cá có màu xanh lấp lánh nên còn gọi cá xương xanh. có thân hình tròn cỡ bằng ngón tay trỏ và dài khoảng 10 cm. Miệng cá dẩu nhỏ, dài (khoảng 4 cm), trên đầu miệng cá có đốm màu đỏ rất dễ phân biệt với các loài cá khác. Thịt cá nhái được xem là món đặc sản bởi nó thơm ngon, hiếm, Cá xương xanh thịt nhiều, ngọt, màu trắng, ít xương, giàu chất dinh dưỡng.
Thân cá có hình trụ dài, phần trước nhỏ nhọn, cuốn đuôi ngắn, đầu nhỏ nhọn, giữa hai con mắt có rãnh lõm, chiều cao thân lớn hơn chiều rộng, hàm trên và hàm dưới kéo dài, có răng nhọn trên 2 hàm, mắt lớn vừa và lệch về phía đỉnh đầu. Khởi điểm vây lưng và vây hậu môn đối diện với nhau và nằm xa về phía đuôi, vây đuôi hơi tròn. Vẩy nhỏ, phủ khắp thân và khó rụng, đầu không có vẩy và nắp mang trần, đường bên hoàn toàn, chạy thẳng, gốc vây đuôi có nhiều vẩy nhỏ phủ lên, cá có màu nâu bạc, các vây có màu trắng bạc.

## Tập tính
Cá sống theo từng đàn, những ngày gió nam bắt đầu thổi, cá xuất hiện nhiều ở gần bờ biển. Ở Việt Nam, cá xương xanh hầu như có quanh năm, nhiều nhất là vào tháng 2 đến tháng 5. Tập quán của cá thường sống nơi các ghềnh đá, bãi biển tầng nước mặt, độ sâu khoảng 1 mét. Ngư dân dùng lưới bao quanh để đánh bắt. Khi gom lưới hẹp lại thành một vòng tròn, ngư dân dùng cục chọi liệng xuống mặt nước để cho cá giật mình chui dính vào lưới. Ngư dân săn bắt loại cá này ngoài khơi xa bằng cách câu hoặc đánh lưới. 

## Trong ẩm thực
Cá được chế biến thành các món ăn ngon như: nướng muối ớt, kho ngót (kho mẳn), nấu canh chua, làm khô và dùng làm nguyên liệu cho món gỏi cá nhái. Làm món gỏi đòi hỏi chế biến công phu. Cá chọn làm gỏi phải là con cá tươi. Để có được cá nhái tươi, thường phải dặn trước những người đi biển, hoặc sáng sớm phải ra tận bờ biển chờ ngư dân vào rồi chọn mua con cá tươi ngay trên bãi cát. Một con cá nhái độ 1–2 kg sẽ chế biến được cho 3 đến 5 người ăn. Cá nhái được đưa đi tiêu thụ nhiều nơi. Cá nhỏ nhưng đắt giá vì thịt chắc ngọt, kho, nấu canh hay làm món gì cũng ngon. Nếu được cá xương xương nhiều, ngư dân biển sẽ không bỏ qua món gỏi.
Sau khi chọn cá đem về, giữ cá bằng cách ngâm đá lạnh. Cá được cắt bỏ phần đầu và lòng phần này nấu canh với bầu, dùng dao bén cắt dọc theo từng đoạn rồi lọc bỏ da, xương, chọn phần thịt, thái nhỏ từng miếng mỏng vuông, ngâm vào trong nước muối có đá lạnh ướp. Sau khi thái xong cá, vắt khô nước muối rồi dùng một lượng nước chanh đã vắt sẵn ra chén đổ vào ngâm với cá độ 15 phút, đợi thịt cá chuyển sang màu trắng hẳn thì dùng tay vắt thật khô, và chế biến Nhìn bề ngoài con cá trong vắt, rất bắt mắt; có thể chế biến được nhiều món ăn rất ngon
Cá xương xanh tái chanh có vị ngọt, thơm ngon, nhiều chất dinh dưỡng và tạo sự sảng khoái, thú vị khi thưởng thức. Để món ăn hấp dẫn, đem cá xương xanh rửa sạch lạng bỏ da, bỏ đầu, bỏ xương. Thái thịt từng miếng mỏng ướp tiêu, tỏi, bột ngọt, nước mắm. Mỗi khi được ăn món gỏi cá xương xương, nhiều người thường đọc hai câu thơ dân gian "Ăn cá xương xương anh thương về phía biển/Em đi rồi biết trò chuyện với ai"